# Passage Roland-Topor
Passage Roland-Topor är en passage i Quartier de l'Hôpital-Saint-Louis i Paris tionde arrondissement. Passagen är uppkallad efter den franske illustratören och författaren Roland Topor (1938–1997). Passage Roland-Topor börjar vid Avenue de Verdun 18 och slutar vid Rue du Commandant-Mortenol.

## Bilder
| - Gatuskylt. - Square Juliette-Dodu. |

## Omgivningar
- Saint-Vincent-de-Paul
- Saint-Laurent
- Place Madeleine-Braun
- Square Madeleine-Tribolati
- Square de Verdun
- Square Juliette-Dodu
- Place Raoul-Follereau
- Jardin Villemin
- Impasse Boutron
- Rue Monseigneur-Rodhain

## Kommunikationer
- Tunnelbana – linje  – Château-Landon
- Busshållplats Verdun – Paris bussnät

### Webbkällor
- ”Passage Roland-Topor”. Les rues de Paris. https://web.archive.org/web/20190729181520/http://www.parisrues.com/rues10/paris-10-passage-roland-topor.html. Läst 24 januari 2023.